# Aaron Pryor
Aaron Pryor (Cincinnati, 20 de octubre de 1955 - 9 de octubre de 2016) fue un boxeador profesional estadounidense que llegó a consagrarse campeón mundial de los pesos superligeros y ser considerado campeón lineal de 1983 a 1986.

## Carrera

### Cervantes vs Pryor
Le ganó a Antonio Cervantes por KO.

### Pryor vs Argüello
Le ganó a Alexis Argüello por TKO, haciendo trampa y drogado. Así lo determino el CMB.

### Pryor vs Argüello II
Le ganó por KO.

### Pryor vs Young
Perdió ante Bobby Joe Young por TKO.